# Mexikanska örnens orden

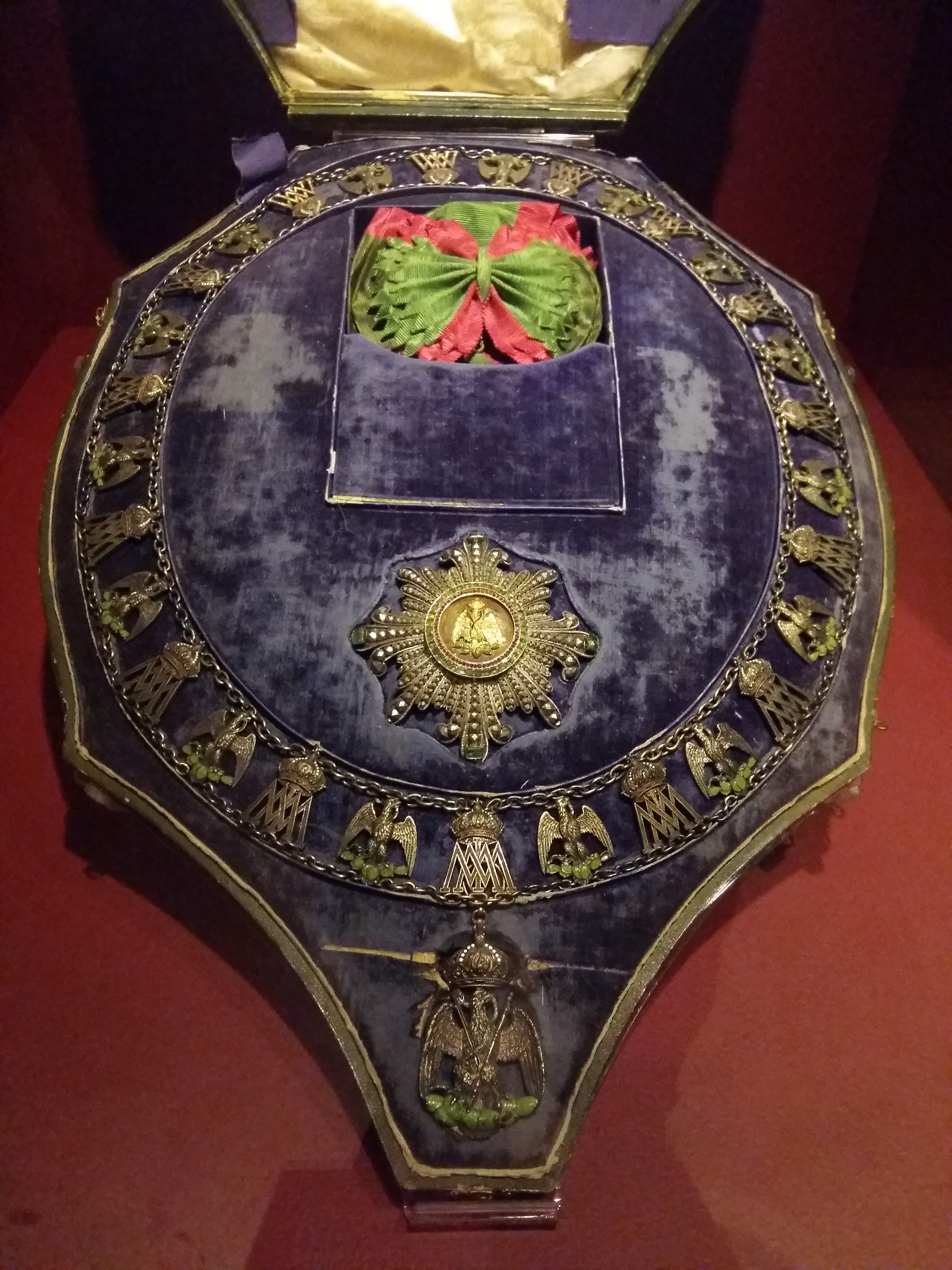
Ordens tecken

Mexikanska örnens orden, officiellt Kejserliga mexikanska örnens orden (spanska: Orden Imperial del Águila Mexicana), var en mexikansk orden som grundades år 1865 av kejsaren Maximilian. Den avskaffades ganska snabbt efter Maximilians regering föll år 1867. Ordens kedja fanns också i Mexikos statsvapen.
Orden delades ut för meriter för staten eller kronan. Mottagaren kunde ha varit både civila och militära. Orden användes också för att legitimera det andra kejsardömet och få europeiska stater att erkänna den nya monarkin. Största delen av mottagare var europeiska adliga. Orden var den högsta möjliga utmärkelsen i Mexikos andra kejsardömet.
Orden bestod av sex grader:
- kedja (endast för statschefer)
- storkors
- storofficerare
- kommendör
- officerare
- riddare